# 智利小植綏蟎
智利小植綏蟎（學名：Phytoseiulus persimilis）是寄蟎總目中气门目的捕植蟎科小植綏蟎屬的物種，會捕食葉蟎的成蟲及其卵與中間的各個生長階段，每日最多可捕食五隻葉蟎，又或20顆蟲卵。現時被繁殖用於生物防治害蟲控制。